# Air Namibia
Air Namibia (mã IATA = SW, mã ICAO = NMB) là hãng hàng không quốc gia của Namibia, trụ sở ở Windhoek. Hãng có các tuyến đường chở khách quốc nội, quốc tế và vận chuyển hàng hóa. Hãng có căn cứ chính ở Sân bay quốc tế Windhoek Hosea Kutako và căn cứ phụ ở Sân bay Windhoek Eros.

## Lịch sử

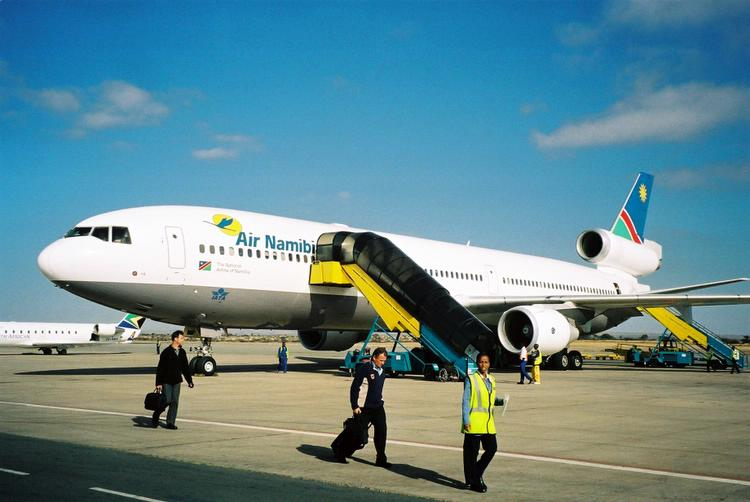

Hãng được thành lập năm 1946 dưới tên South West Air Transport và bắt đầu hoạt động năm 1948, sau đó đặt tên lại là South West Airways năm 1959. South West Airways hợp nhất với Namib Air năm 1978 và giữ tên Namib Air. Chính phủNamibia mua đa số cổ phần năm 1982 và biến hãng thành hãng hàng không quốc gia năm 1987. Tháng 10/1991 - sau khi độc lập - hãng lại đổi tên thành Air Namibia như hiện nay. Trong thập niên 1990 hãng sử dụng máy bay Boeing 747 cho tuyến đường châu Âu. Từ năm 2004 một máy bay McDonnell Douglas MD-11 đã được sử dụng cho tuyến này và sau đó máy bay Airbus A340-300 được sử dụng từ năm 2005. Đầu tháng 9 năm 2006, Air Namibia đã mua thêm 1 máy bay A340-300. Hiện nay Air Namibia tỏ ý muốn mua máy bay Airbus A319/A320 để thay thế cho máy bay Boeing 737-500 được sử dụng cho các tuyến đường quốc nội và trung vùng.

## Các nơi đến
(Tháng 6/2008):

## châu Phi
| Thành phố      | Mã sân bay | Mã sân bay | Tên sân bay                           | Máy bay              | Ghi chú\|-      | IATA | ICAO |
| -------------- | ---------- | ---------- | ------------------------------------- | -------------------- | --------------- | ---- | ---- |
| Thành phố      | Namibia    |            | Tên sân bay                           | Máy bay              | Ghi chú\|-      |      |      |
| Lüderitz       | LUD        | FYLZ       | Sân bay Lüderitz                      | Be1900               | SW856           |      |      |
| Mpacha         | MPA        | FYMP       | Sân bay Mpacha                        | Be1900               | SW405           |      |      |
| Ondangwa       | OND        | FYOA       | Sân bay Ondangwa                      | Be1900               | SW154 & SW156   |      |      |
| Oranjemund     | OMD        | FYOG       | Sân bay Oranjemund                    | Be1900               | SW856 & SW858   |      |      |
| Walvis Bay     | WVB        | FYWB       | Sân bay Walvis Bay                    | Be1900               | SW856           |      |      |
| Windhoek       | ERS        | FYWE       | Sân bay Eros                          | Be1900               | Cân cứ quốc nội |      |      |
| Windhoek       | WDH        | FYWH       | Sân bay quốc tế Windhoek Hosea Kutako | A340 - B737 - BE1900 | Cân cứ quốc tế  |      |      |
| Angola         |            |            |                                       |                      |                 |      |      |
| Luanda         | LAD        | FNLU       | Sân bay Quatro de Fevereiro           | B737                 | SW172           |      |      |
| Botswana       |            |            |                                       |                      |                 |      |      |
| Maun           | MUB        | FBMN       | Sân bay Maun                          | Be1900               | SW140           |      |      |
| Nam Phi        |            |            |                                       |                      |                 |      |      |
| Cape Town      | CPT        | FACT       | Sân bay quốc tế Cape Town             | B737                 | SW742 & SW744   |      |      |
| Johannesburg   | JNB        | FAJS       | Sân bay quốc tế OR Tambo              | B737                 | SW710 & SW712   |      |      |
| Zimbabwe       |            |            |                                       |                      |                 |      |      |
| Victoria Falls | VFA        | FVFA       | Sân bay Victoria Falls                | Be1900               | SW140           |      |      |

## châu Âu
| Thành phố | Mã sân bay | Mã sân bay | Tên sân bay               | Máy bay | Ghi chú |  |
| Thành phố | IATA       | ICAO       | Tên sân bay               | Máy bay | Ghi chú |  |
| --------- | ---------- | ---------- | ------------------------- | ------- | ------- |  |
| Đức       |            |            |                           |         |         |  |
| Frankfurt | FRA        | EDDF       | Sân bay quốc tế Frankfurt | A340    | SW285   |  |

## Đội máy bay
(Tháng 3/2007):